# Triphenylphosphit
Triphenylphosphit ist eine chemische Verbindung aus der Gruppe der Phosphonsäureester (Ester der phosphorigen Säure).

## Gewinnung und Darstellung
Triphenylphosphit kann durch Reaktion von Phosphortrichlorid mit Phenol gewonnen werden.
{\displaystyle \mathrm {PCl_{3}+3\ C_{6}H_{5}OH\longrightarrow P(OC_{6}H_{5})_{3}+3\ HCl} }

## Eigenschaften
Triphenylphosphit ist ein farbloser brennbarer Feststoff mit phenolartigem Geruch, welcher sich in Wasser langsam zersetzt. Seine wässrige Lösung reagiert stark sauer. Er zersetzt sich ebenfalls bei Erhitzung, wobei Phosphoroxide, Phosphin, Kohlenmonoxid und Kohlendioxid entstehen.
Mit Methylmagnesiumchlorid bildet es Trimethylphosphin.
{\displaystyle \mathrm {3\ CH_{3}MgCl+P(OC_{6}H_{5})_{3}\longrightarrow P(CH_{3})_{3}+3\ MgClOC_{6}H_{5}} }

## Verwendung
Triphenylphosphit wird als Antioxidans und Komplexbildner für Kunstharze, Kautschuk sowie technische Öle und Fette verwendet.

## Risikobewertung
Triphenylphosphit wurde 2013 von der EU gemäß der Verordnung (EG) Nr. 1907/2006 (REACH) im Rahmen der Stoffbewertung in den fortlaufenden Aktionsplan der Gemeinschaft (CoRAP) aufgenommen. Hierbei werden die Auswirkungen des Stoffs auf die menschliche Gesundheit bzw. die Umwelt neu bewertet und ggf. Folgemaßnahmen eingeleitet. Ursächlich für die Aufnahme von Triphenylphosphit waren die Besorgnisse bezüglich Verbraucherverwendung, hoher (aggregierter) Tonnage und weit verbreiteter Verwendung sowie der Gefahren ausgehend von einer möglichen Zuordnung zur Gruppe der CMR-Stoffe, der vermuteten Gefahren durch sensibilisierende Eigenschaften als potentieller endokriner Disruptor. Die Neubewertung fand ab 2013 statt und wurde vom Vereinigten Königreich durchgeführt. Anschließend wurde ein Abschlussbericht veröffentlicht.